# NGC 1042
NGC 1042 je spirální galaxie s příčkou v souhvězdí Velryby. Její zdánlivá jasnost je 11,0m a úhlová velikost 4,3′ × 3,6′. Je vzdálená 61 milionů světelných let, průměr má 80 000 světelných let. Je členem trojice galaxií KTS 18 spolu s galaxiemi NGC 1035 a NGC 1052. Galaxii objevil 10. listopadu 1885 Lewis A. Swift.

## Galerie

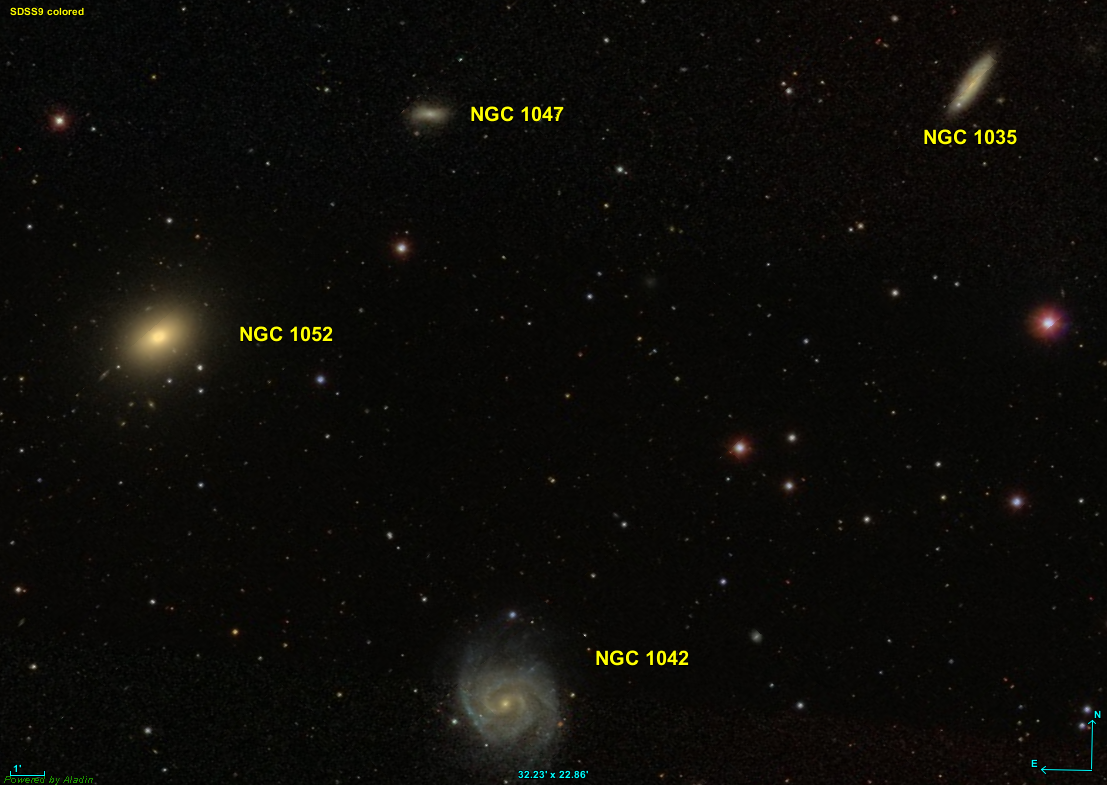
Galaxie NGC 1035, NGC 1042, NGC 1047 et NGC 1052. (SDSS)
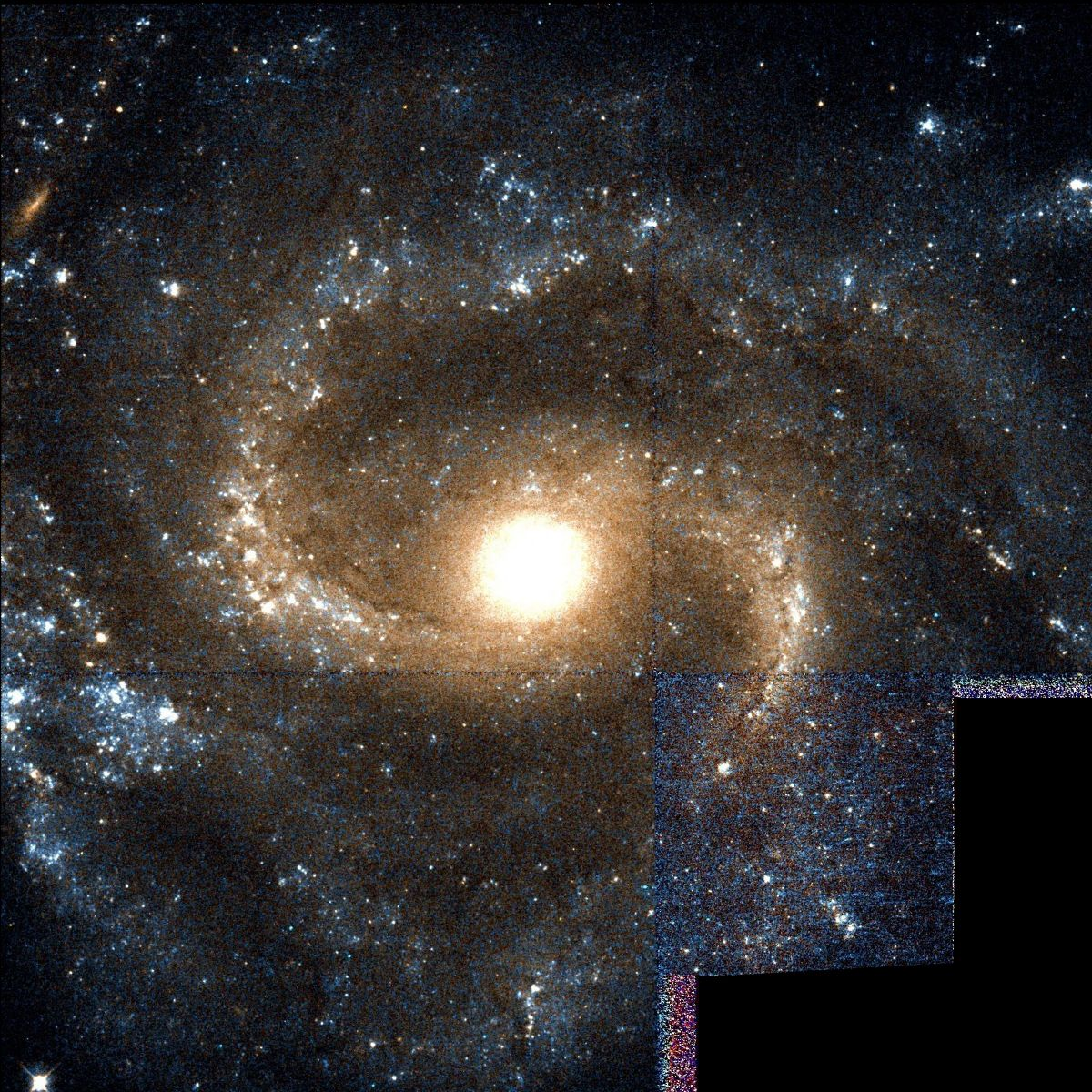
NGC 1042, snímek z Hubbleova vesmírného dalekohledu.
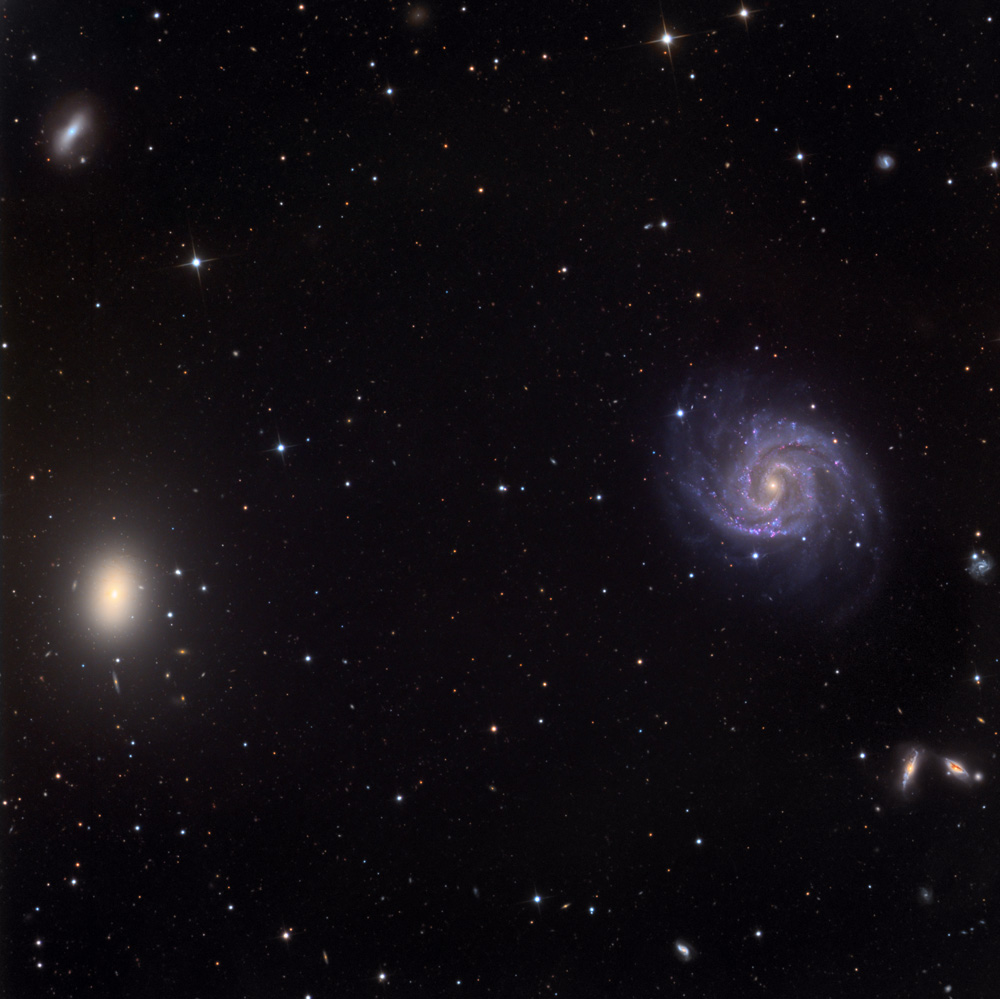
NGC 1042, snímek z Schulmanova dalekohledu (Adam Block/Mount Lemmon SkyCenter/University of Arizona)
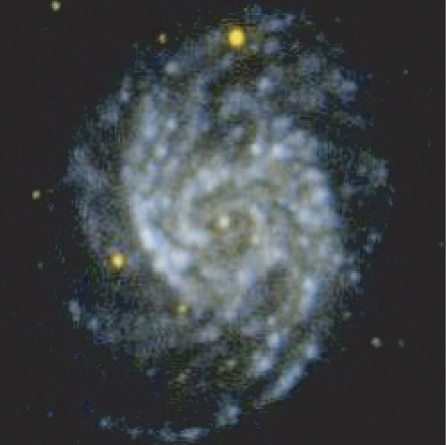
NGC 1042 v ultrafialovém oboru, (GALEX)